# Каллімармаро
37°58′30″ пн. ш. 23°43′00″ сх. д. / 37.97500° пн. ш. 23.71667° сх. д.
Каллімармаро (грец. Καλλιμάρμαρο) — район у центральній частині Афін, утворений навколо мармурового стадіону «Панатінаїкос» та пагорбу Ардіттос. Межує із районами Паґраті та Мец.
Серед найвідоміших пам'яток, окрім стадіону, є конгрес-холл Заппіон, що межує із Національними садами.

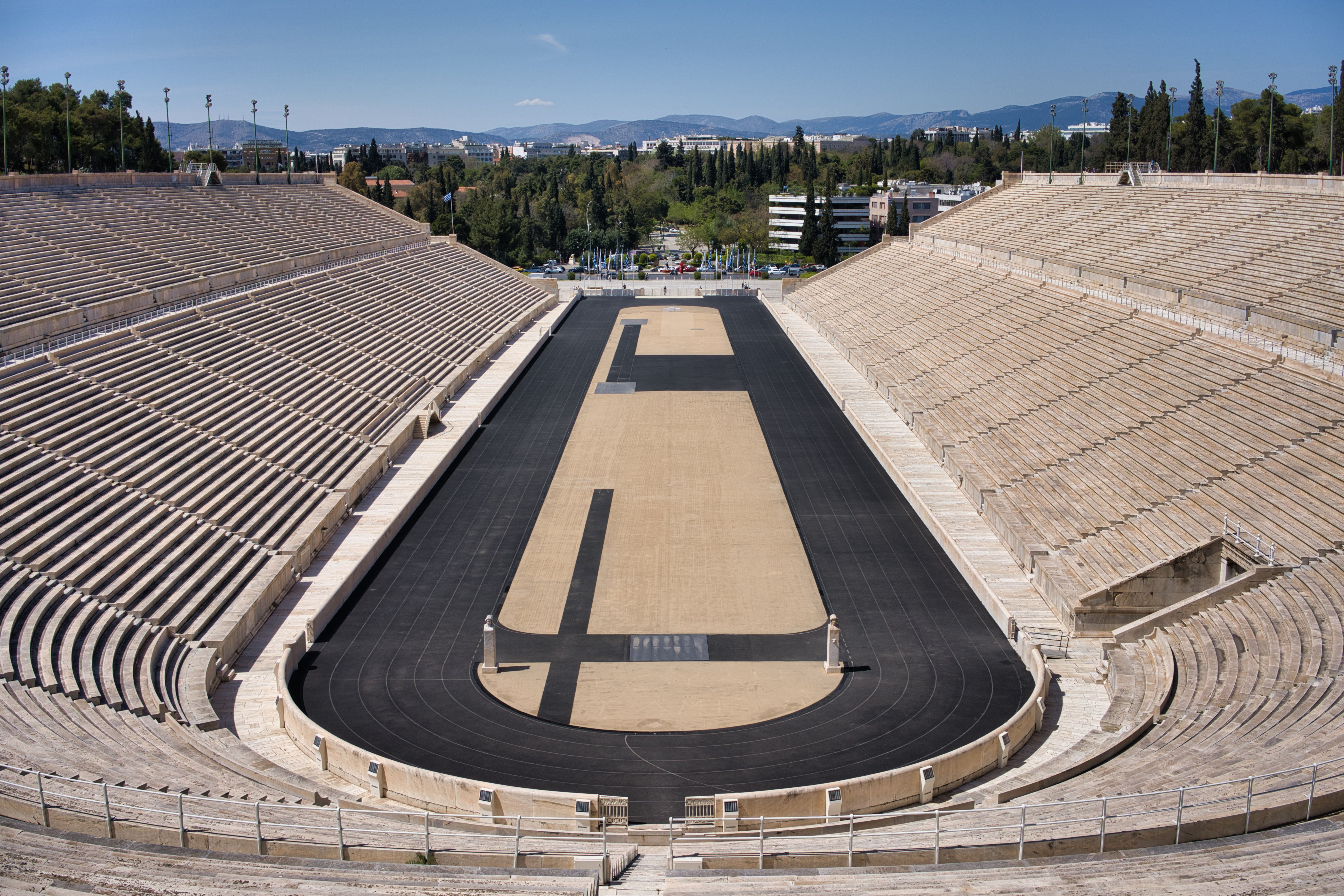
Стадіон Панатінаїкос